# Шишинер (Татарстан)
Шишинер (тат. Шеңшеңәр) — село в Балтасинском районе Республики Татарстан. Административный центр Шишинерского сельского поселения.

## Географическое положение
Село расположено на севере Татарстана, в восточной части Балтасинского района, в северной части сельского поселения. Расстояние до районного центра (посёлка городского типа Балтаси) — 20 км. Абсолютная высота — 83 метра над уровнем моря. Ближайшие населённые пункты — Ура, Смаиль, Нослы, Чутай, Старая Турья.

## История
В «Списке населенных мест по сведениям 1859—1873 годов», изданном в 1876 году, населённый пункт упомянут как казённая деревня Кучукова Пустошь (Шишинерь) Малмыжского уезда Вятской губернии. Располагалась при реке Шошме, на Сибирском почтовом тракте, в 14 верстах от уездного города Малмыжа. В деревне, в 122 дворах жили 1270 человек (621 мужчина и 649 женщин), были 2 мечети.

## Население
По данным всероссийской переписи 2010 года численность населения села составляла 497 человек.

## Инфраструктура
В селе имеется основная общеобразовательная школа, детский сад, библиотека, дом культуры, фельдшерско-акушерский пункт и отделение связи.
Общая площадь жилого фонда села — 11,1 тыс. м².
Уличная сеть села состоит из 2 улиц.

## Известные уроженцы
- Хусаинов, Шамсутдин Хусаинович (1878—?) — мулла, депутат Государственной думы I созыва от Вятской губернии.